# Eriosyce taltalensis
Eriosyce taltalensis là một loài thực vật có hoa trong họ Cactaceae. Loài này được (Hutchison) Katt. mô tả khoa học đầu tiên năm 1994.

## Hình ảnh

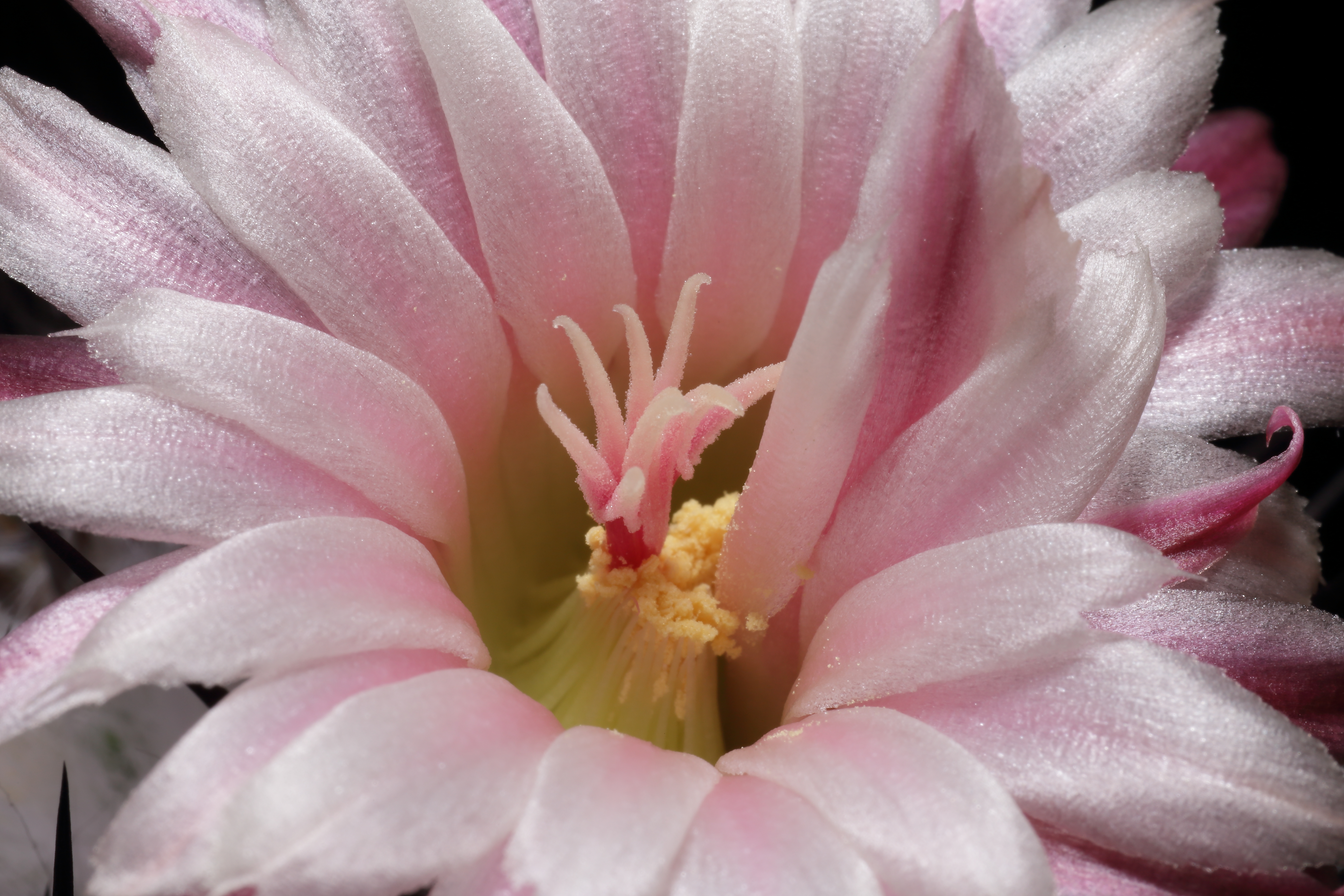